# Az 1900. évi nyári olimpia magyarországi résztvevőinek listája

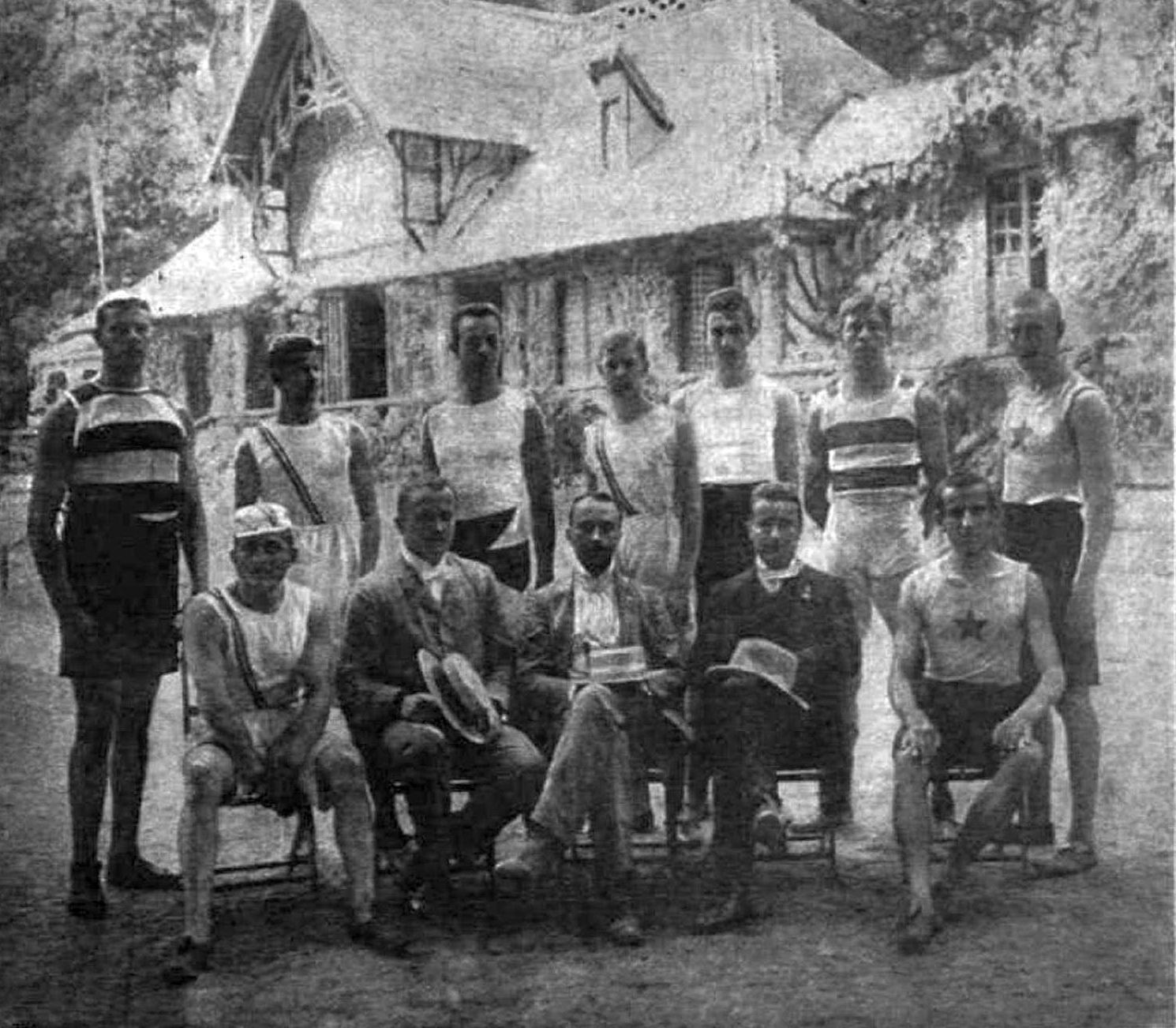
A magyar atlétikai válogatott

Az 1900. évi nyári olimpiai játékokon a magyar csapat tagjaként tizenhét férfi sportoló vett részt. Az olimpia műsorán szereplő húsz sportág ill. szakág közül négyben indult magyar versenyző. A magyarországi résztvevők száma az egyes sportágakban ill. szakágakban a következő (zárójelben a magyar indulókkal rendezett versenyszámok száma, kiemelve az egyes oszlopokban előforduló legmagasabb érték, vagy értékek):
| Sportág, szakág | Indulók száma | Indulók száma | Indulók száma |
| Sportág, szakág | Férfi         | Nő            | Össz.         |
| atlétika (13)   | 9             | 0             | 9             |
| torna (1)       | 2             | 0             | 2             |
| úszás (3)       | 1             | 0             | 1             |
| vívás (4)       | 5             | 0             | 5             |
|                 |               |               |               |
| Összesen        | 17            | 0             | 17            |

Nem indult magyarországi atléta a következő sportágakban ill. szakágakban: croquet, evezés, golfozás, íjászat, kerékpározás, kötélhúzás, krikett, labdarúgás, lovaglás, lovaspóló, pelota, rögbi, sportlövészet, tenisz, vitorlázás, vízilabda.

## ABC-rendi bontás
A következő táblázat ABC-rendben sorolja fel azokat a magyarországi sportolókat, akik az olimpián részt vettek. Lásd még: sportágankénti ill. szakágankénti bontás.
| Ábécé szerinti tartalomjegyzék                                                                           |
| --- |
| A, Á B C Cs D Dz Dzs E, É F G Gy H I, Í J K L Ly M N Ny O, Ó Ö, Ő P Q R S Sz T Ty U, Ú Ü, Ű V W X Y Z Zs |

| Sportoló | Sportág, szakág | Versenyszám | Helyezés (elért eredmény) |

## B
| Bauer Rudolf | atlétika | diszkoszvetés | Arany (36,04 m) |

## C
| Coray Artur    | atlétika | súlylökés     | 7. (11,13 m)  |
| Coray Artur    | atlétika | diszkoszvetés | 11. (31,00 m) |
| Crettier Rezső | atlétika | súlylökés     | 4. (12,07 m)  |
| Crettier Rezső | atlétika | diszkoszvetés | 5. (33,65 m)  |

## E, É
| Endrédi Márton | vívás | tőr vívómestereknek, egyéni       | 44-60. (nincs adat) |
| Endrédi Márton | vívás | párbajtőr vívómestereknek, egyéni | 19-54. (nincs adat) |
| Endrédi Márton | vívás | kard vívómestereknek, egyéni      | 17-29. (nincs adat) |

## G
| Gönczy Lajos dr. | atlétika | magasugrás   | Bronz (1,75 m)  |
| Gregurich Amon   | vívás    | kard, egyéni | 4. (nincs adat) |

## H
| Halmay Zoltán | úszás | 200 m gyorsúszás   | Ezüst (2:31,4)     |
| Halmay Zoltán | úszás | 4 000 m gyorsúszás | Ezüst (1:08:55,4)  |
| Halmay Zoltán | úszás | 1 000 m gyorsúszás | Bronz (15:16,4)    |
| Hoch Hugó     | vívás | kard, egyéni       | 9-16. (nincs adat) |

## I, Í
| Iványi Gyula | vívás | kard, egyéni | 5. (nincs adat) |

## K
| Kakas Gyula  | torna    | összetett, egyéni       | 88. (211 pont)      |
| Katona Gyula | torna    | összetett, egyéni       | feladta             |
| Kauser Jakab | atlétika | rúdugrás                | 4. (3,10 m)         |
| Koppán Pál   | atlétika | hármasugrás állóhelyből | 5-10. (nincs adat)  |
| Koppán Pál   | atlétika | 60 m síkfutás           | 7-10. (nincs adat)  |
| Koppán Pál   | atlétika | hármasugrás             | 7-13. (nincs adat)  |
| Koppán Pál   | atlétika | 400 m síkfutás          | 10-12. (nincs adat) |
| Koppán Pál   | atlétika | 100 m síkfutás          | 13-18. (nincs adat) |

## S
| Schubert Ernő | atlétika | távolugrás     | 9. (6,050 m)        |
| Schubert Ernő | atlétika | 200 m síkfutás | 7-8. (nincs adat)   |
| Schubert Ernő | atlétika | 60 m síkfutás  | 7-10. (nincs adat)  |
| Schubert Ernő | atlétika | 100 m síkfutás | 13-18. (nincs adat) |
| Speidl Zoltán | atlétika | 800 m síkfutás | 5. (nincs adat)     |
| Speidl Zoltán | atlétika | 400 m síkfutás | 10-15. (nincs adat) |
| Speidl Zoltán | atlétika | 200 m gátfutás | 11. (nincs adat)    |
| Strausz Gyula | atlétika | távolugrás     | 10. (6,010 m)       |
| Strausz Gyula | atlétika | diszkoszvetés  | 14. (29,80 m)       |

## T
| Todoresku | vívás | kard, egyéni | 9-16. (nincs adat) |

## Sportágankénti ill. szakágankénti bontás
A következő táblázat sportáganként sorolja fel azokat a magyarországi sportolókat, akik az olimpián részt vettek. Lásd még: ABC-rendi bontás.
| Atlétika | Torna | Úszás | Vívás |

| Versenyszám | Sportoló | Helyezés (elért eredmény) |

## Atlétika
Kilenc magyarországi versenyző volt tizenhárom versenyszámban.
| 60 m síkfutás       | Koppán Pál       | 7-10. (nincs adat)  |
| 60 m síkfutás       | Schubert Ernő    | 7-10. (nincs adat)  |
| 100 m síkfutás      | Koppán Pál       | 13-18. (nincs adat) |
| 100 m síkfutás      | Schubert Ernő    | 13-18. (nincs adat) |
| 200 m síkfutás      | Schubert Ernő    | 7-8. (nincs adat)   |
| 400 m síkfutás      | Koppán Pál       | 10-12. (nincs adat) |
| 400 m síkfutás      | Speidl Zoltán    | 10-15. (nincs adat) |
| 800 m síkfutás      | Speidl Zoltán    | 5. (nincs adat)     |
| 200 m gátfutás      | Speidl Zoltán    | 11. (nincs adat)    |
| hármasugrás         | Koppán Pál       | 7-13. (nincs adat)  |
| helyből hármasugrás | Koppán Pál       | 5-10. (nincs adat)  |
| magasugrás          | Gönczy Lajos dr. | 3. (1,75 m)         |
| rúdugrás            | Kauser Jakab     | 4. (3,10 m)         |
| távolugrás          | Schubert Ernő    | 9. (6,050 m)        |
| távolugrás          | Strausz Gyula    | 10. (6,010 m)       |
| diszkoszvetés       | Bauer Rudolf     | 1. (36,04 m)        |
| diszkoszvetés       | Crettier Rezső   | 5. (33,65 m)        |
| diszkoszvetés       | Coray Artur      | 11. (31,00 m)       |
| diszkoszvetés       | Strausz Gyula    | 14. (29,80 m)       |
| súlylökés           | Crettier Rezső   | 4. (12,07 m)        |
| súlylökés           | Coray Artur      | 7. (11,13 m)        |

## Torna
Két magyarországi versenyző volt egy versenyszámban.
| összetett, egyéni | Kakas Gyula  | 88. (211 pont) |
| összetett, egyéni | Katona Gyula | feladta        |

## Úszás
Egy magyarországi versenyző volt három versenyszámban.
| 200 m gyorsúszás   | Halmay Zoltán | 2. (2:31,4)    |
| 1 000 m gyorsúszás | Halmay Zoltán | 3. (15:16,4)   |
| 4 000 m gyorsúszás | Halmay Zoltán | 2. (1:08:55,4) |

## Vívás
Öt magyarországi versenyző volt négy versenyszámban.
| kard, egyéni                      | Gregurich Amon | 4. (nincs adat)     |
| kard, egyéni                      | Iványi Gyula   | 5. (nincs adat)     |
| kard, egyéni                      | Hoch Hugó      | 9-16. (nincs adat)  |
| kard, egyéni                      | Todoresku      | 9-16. (nincs adat)  |
| kard vívómestereknek, egyéni      | Endrédi Márton | 17-29. (nincs adat) |
| párbajtőr vívómestereknek, egyéni | Endrédi Márton | 19-54. (nincs adat) |
| tőr vívómestereknek, egyéni       | Endrédi Márton | 44-60. (nincs adat) |